# Generalkommando Breslau
Das Generalkommando Breslau, auch Generalkommando Festung Breslau, war ein deutscher Großverband des Heeres der deutschen Wehrmacht im Zweiten Weltkrieg.

## Geschichte
Im Januar 1945 wurden aus Teilen des stellvertretenden Generalkommandos VIII. Armeekorps das Generalkommando Breslau aufgestellt. Die Unterstellung erfolgte unter die 17. Armee in der Heeresgruppe Mitte.

## Kommandeure
- Generalmajor Johannes Krause: ursprünglich vorgesehen, dann aber erkrankt
- Generalmajor Hans von Ahlfen: von Februar 1945 bis März 1945
- General der Infanterie Hermann Niehoff: von März 1945 bis Kriegsende

## Gliederung
- Festungs-Division Breslau (auch 408 oder Division L)
- Division 609

mit:
- Regiment Frankenstein (A): nur Stab und I. Bataillon
- Regiment Karlowitz (C): Stab und zwei Bataillone

Später:
- Regiment Breslau A mit drei Bataillonen
- Regiment Breslau J mit 25., 27. und 28. Bataillon
- Regiment R. V. Breslau: Stab, Bataillon Fischer und Bataillon 55
- Artillerie-Regiment Breslau